# Хиггинс, Колин
Ко́лин Хи́ггинс (англ. Colin Higgins; 28 июля 1941, Нумеа, Новая Каледония — 5 августа 1988, Беверли-Хиллз, Калифорния) — американский драматург, сценарист и кинорежиссёр австралийского происхождения, изредка выступал как кинопродюсер и киноактёр.

## Биография
Колин Хиггинс родился 28 июля 1941 года в Нумеа, Новая Каледония. 
Окончил Стэнфордский университет (1967) со специализацией по английскому языку и литературе, затем учился в Калифорнийском университете в Лос-Анджелесе как сценарист. Представленный в качестве магистерской работы текст «Гарольд и Мод» (англ. Harold and Maude) стал в дальнейшем наиболее известным произведением Хиггинса: он опубликовал его как роман (1971), спектакль был поставлен на Бродвее и затем шёл во многих странах мира, в том числе и в СССР, а снятый в том же году режиссёром Холом Эшби одноимённый фильм хотя и провалился в прокате, но впоследствии завоевал широкое признание.
Хиггинс, который был открытым геем, умер от болезни, связанной со СПИДом, в своем доме 5 августа 1988 года в возрасте 47 лет. Фонд Колина Хиггинса был основан в 1986 году для оказания поддержки геям и трансгендерам в результате того, как ему поставили диагноз ВИЧ в 1985 году. 